# Виктор Аничкин
Виктор Иванович Аничкин (рус. Виктор Иванович Аничкин; Свердловск, 8. децембар 1941 — Москва, 5. јануар 1975) био је руски и совјетски фудбалер, играо је на позицији одбрамбеног играча. 

## Биографија
Готово читаву фудбалску каријеру провео је у московском Динаму (1959—1972). Био је један од водећих играча у СССР-у током 1960-их. На 122 меча у првенству СССР-а био је капитен екипе.
Играо је добро главом, често је у скоку постизао одлучујуће голове (постигао је један такав на финалној утакмици Купа СССР-а 1967. године). 
Током каријере имао је озбиљне повреде, због којих је понекад морао да пропусти читаву сезону. Због повреде није играо на Светском првенству 1966. године у Енглеској. На Европском првенству 1964. године са совјетском репрезентацијом стигао је до финала. Био је учесник и Европског првенства 1968. у Италији. Одиграо је 20 утакмица за државни тим и постигао 1 гол.
На крају играчке каријере наступао је за екипу Динама из Брјанска (1972).
Од 1973. године радио је у апарату СССР-овог Министарства унутрашњих послова. Својевремено је радио као тренер омладинских тимова на московском стадиону Авангард.
Преминуо је од срчане инсуфицијенције у 33. години, убрзо након завршетка играчке каријере. Сахрањен је у рејону Солнечногорск на сеоском гробљу.
У Москви је од 1993. до 1997. одржаван фудбалски турнир ветерана посвећен успомени на Аничкина.

## Успеси

### Клуб
- Првенство Совјетског Савеза: 1963.
- Куп Совјетског Савеза: 1967, 1970.
- Куп победника купова: финалиста 1972.

### Репрезентација
СССР
- Европско првенство друго место: Шпанија 1964.